# توماس ویلیامسون
توماس ویلیامسون (انگلیسی: Thomas Williamson؛ زادهٔ ۵ مهٔ ۱۹۹۹) بازیکن فوتبال اهل ایالات متحده آمریکا است.